# Sinoboletus magnisporus
Sinoboletus magnisporus är en svampart som beskrevs av M. Zang & C.M. Chen 1998. Sinoboletus magnisporus ingår i släktet Sinoboletus och familjen Boletaceae.   Inga underarter finns listade i Catalogue of Life.